# Twilight Time
Twilight Time — студийный альбом финской пауэр-метал-группы Stratovarius, вышедший в 1992 году. Изначально был выпущен как самиздат под названием Stratovarius II, затем был перевыпущен на лейбле Bluelight с новой обложкой, но в конечном итоге вышел под новым именем на лейбле Shark Records. Басист Яри Бехм присутствует на фото в буклете и в титрах, но все партии бас-гитары на этом альбоме исполнил Тимо Толкки.

## Список композиций
Вся музыка написана Тимо Толкки.
| №                   | Название                      | Текст песни         | Длительность |
| ------------------- | ----------------------------- | ------------------- | ------------ |
| 1.                  | «Break the Ice»               | Лассила             | 4:42         |
| 2.                  | «The Hands of Time»           | Толкки, Лассила     | 5:35         |
| 3.                  | «Madness Strikes at Midnight» | Толкки              | 7:19         |
| 4.                  | «Metal Frenzy»                | (инструментальная)  | 2:20         |
| 5.                  | «Twilight Time»               | Толкки, Лассила     | 5:50         |
| 6.                  | «The Hills Have Eyes»         | Лассила             | 6:19         |
| 7.                  | «Out of the Shadows»          | Толкки, Лассила     | 4:09         |
| 8.                  | «Lead Us into the Light»      | Толкки              | 5:45         |
| Общая длительность: | Общая длительность:           | Общая длительность: | 41:59        |

## Некоторые издания альбома
По информации Discogs альбом издавался пять раз
- 1992 год, лейбл T&T, США
- 1993 год, лейбл T&T, Европа
- 1993 год, лейбл Victor Entertainment Japan, Япония
- 1996 год, лейбл Victor Entertainment Japan, Япония
- 2005 год, лейбл «Союз», Россия

По информации MusicBrainz было выпущено три издания альбома
- 1992 год, лейбл Shark records, Германия
- 1993 год, лейбл T&T, Германия
- 1994 год, лейбл T&T, США

## Участники записи
- Тимо Толкки — гитара, вокал, бас-гитара
- Яри Бехм — бас-гитара (только упомянут в титрах, не сыграл на альбоме ни одного трека)
- Антти Иконен — клавишные
- Туомо Лассила — барабаны, перкуссия